# Europese kampioenschappen kunstschaatsen 1953
De Europese Kampioenschappen kunstschaatsen 1953 was de 45e editie voor de mannen en de zeventiende editie voor de vrouwen en paren van het jaarlijks evenement dat georganiseerd wordt door de Internationale Schaatsunie (ISU).
De kampioenschappen van 1953 vonden plaats van 22 tot en met 25 januari in Dortmund. Het was de eerste keer dat de EK kampioenschappen hier plaatsvonden. Het was de tiende keer dat een EK kampioenschap in Duitsland plaatsvond, eerder waren Hamburg (1891), Berlijn (1893, 1900, 1907, 1910, 1930, 1936), Bonn (1905) en Triberg im Schwarzwald (1925) gaststad voor een EK kampioenschap.

## Historie
De Duitse en Oostenrijkse schaatsbond, verenigd in de "Deutscher und Österreichischer Eislaufverband", organiseerden zowel het eerste EK Schaatsen voor mannen als het eerste EK Kunstschaatsen voor mannen in 1891 in Hamburg, in toen nog het Duitse Keizerrijk, nog voor het ISU in 1892 werd opgericht. De internationale schaatsbond nam in 1892 de organisatie van het EK kunstschaatsen over. In 1895 werd besloten voortaan het WK kunstschaatsen te organiseren en kwam het EK te vervallen. In 1898, na twee jaar onderbreking, vond toch weer een herstart plaats van het EK kunstschaatsen.
De vrouwen en paren zouden vanaf 1930 jaarlijks om de Europese titel strijden. De ijsdansers streden vanaf 1954 om de Europese titel in het kunstschaatsen.

## Deelname
Er namen deelnemers uit negen landen deel aan deze kampioenschappen. Zij vulden 33 startplaatsen in de drie disciplines in.
Voor België kwamen de debutanten Liliane de Becker bij het vrouwentoernooi en Charlotte Michiels / Gaston van Ghelder bij het toernooi voor de paren uit. Voor Nederland kwam Alida Elisabeth Stoppelman voor de derde keer uit in het vrouwentoernooi en Nelly Maas en Joan Haanappel debuteerden op dit toernooi.
(Tussen haakjes het totaal aantal startplaatsen over de disciplines.)
| West-Duitsland (8) Verenigd Koninkrijk (7) Oostenrijk (5) Hongarije (3) Nederland (3) | België (2) Italië (2) Zwitserland (2) Frankrijk (1) |

## Medaille verdeling
In het mannentoernooi werd Carlo Fassi de 20e man die Europees kampioen werd, het was de eerste Europese titel bij het kunstschaatsen voor Italië. Het was Fassi zijn vierde medaille, in 1950, 1951 werd hij derde en in 1952 tweede. Alain Giletti op plaats twee en Freimut Stein op plaats drie veroverden hun eerste medaille.
Bij de vrouwen werd Valda Osborn de achtste vrouw die de Europese titel behaalde en de derde Britse, na Cecilia Colledge (1937-1939) en Jeannette Altwegg (1951, 1952). Gundi Busch op plaats twee en Erica Batchelor op plaats drie veroverden hun eerste medaille.
Bij de paren waren Jennifer Nicks / John Nicks het tiende paar dat Europese kampioen werd en het eerste (en tot nu toe ook het enige) Britse paar dat de titel veroverde. Het was hun vierde medaille, in 1950, 1951 werden ze derde en in 1952 tweede. Ook Marianne Nagy / Lászlo Nagy op de tweede plaats veroverden hun vierde medaille, ze werden Europees kampioen in 1950, tweede in 1949 en derde in 1952. Sissy Schwartz / Kurt Oppelt op de derde plaats veroverden hun eerste EK medaille.
| Discipline | Goud                        | Zilver                      | Brons                       |
| ---------- | --------------------------- | --------------------------- | --------------------------- |
| Mannen     | Carlo Fassi                 | Alain Giletti               | Freimut Stein               |
| Vrouwen    | Valda Osborn                | Gundi Busch                 | Erica Batchelor             |
| Paren      | Jennifer Nicks / John Nicks | Marianne Nagy / Lászlo Nagy | Sissy Schwarz / Kurt Oppelt |

## Uitslagen
| #      | naam (deelname)        | land                           | pc     |
| ------ | ---------------------- | ------------------------------ | ------ |
| Goud   | Carlo Fassi (5)        | Vlag van Italië                |        |
| Zilver | Alain Giletti (2)      | Vlag van Frankrijk             |        |
| Brons  | Freimut Stein (3)      | Vlag van Duitsland             |        |
| 4      | Michael Booker         | Vlag van Verenigd Koninkrijk   |        |
| 5      | Hubert Kopfler         | Vlag van Zwitserland           |        |
| 6      | Martin Felsenreich (3) | Vlag van Oostenrijk            |        |
| 7      | Klaus Loichinger (2)   | Vlag van Duitsland             |        |
| 8      | Gyorgy Czako (2)       | Vlag van Hongarije (1949-1956) |        |
| -      | Kurt Oppelt (2)        | Vlag van Oostenrijk            | t.z.t. |

| #      | naam (deelname)                | land                           | pc |
| ------ | ------------------------------ | ------------------------------ | -- |
| Goud   | Valda Osborn (4)               | Vlag van Verenigd Koninkrijk   |    |
| Zilver | Gundi Busch (3)                | Vlag van Duitsland             |    |
| Brons  | Erica Batchelor (2)            | Vlag van Verenigd Koninkrijk   |    |
| 4      | Helga Dudzinski (3)            | Vlag van Duitsland             |    |
| 5      | Yvonne Sudgen (2)              | Vlag van Verenigd Koninkrijk   |    |
| 6      | Annelies Schilhan (2)          | Vlag van Oostenrijk            |    |
| 7      | Rose Pettinger (2)             | Vlag van Duitsland             |    |
| 8      | Elaine Skevington              | Vlag van Verenigd Koninkrijk   |    |
| 9      | Alida Elisabeth Stoppelman (3) | Vlag van Nederland             |    |
| 10     | Sissy Schwarz (2)              | Vlag van Oostenrijk            |    |
| 11     | Nelly Maas                     | Vlag van Nederland             |    |
| 12     | Doris Zerbe                    | Vlag van Zwitserland           |    |
| 13     | Fiorella Negro                 | Vlag van Italië                |    |
| 14     | Joan Haanappel                 | Vlag van Nederland             |    |
| 15     | Liliane de Becker              | Vlag van België                |    |
| 16     | Erika Rücker                   | Vlag van Duitsland             |    |
| 17     | Eszter Jurek (2)               | Vlag van Hongarije (1949-1956) |    |

| Er deden zeven paren uit vijf landen mee. De Europees kampioenen Jennifer Nicks / John Nicks waren het paar met de meeste deelnames achter hun naam, zij namen voor de zevende keer deel. \| # \| naam (deelname) \| land \| pc \| \| ------ \| ------------------------------------- \| ------------------------------ \| -- \| \| Goud \| Jennifer Nicks (7) John Nicks (7) \| Vlag van Verenigd Koninkrijk \| \| \| Zilver \| Marianne Nagy (5) Lászlo Nagy (5) \| Vlag van Hongarije (1949-1956) \| \| \| Brons \| Sissy Schwarz (2) Kurt Oppelt (2) \| Vlag van Oostenrijk \| \| \| 4 \| Jane Higson Robert Hudson \| Vlag van Verenigd Koninkrijk \| \| \| 5 \| Eva Neeb Karl Probst \| Vlag van Duitsland \| \| \| 6 \| Helga Kruger Peter Voss \| Vlag van Duitsland \| \| \| 7 \| Charlotte Michiels Gaston van Ghelder \| Vlag van België \| \| |                                       |                                |    |
| # | naam (deelname)                       | land                           | pc |
| Goud | Jennifer Nicks (7) John Nicks (7)     | Vlag van Verenigd Koninkrijk   |    |
| Zilver | Marianne Nagy (5) Lászlo Nagy (5)     | Vlag van Hongarije (1949-1956) |    |
| Brons | Sissy Schwarz (2) Kurt Oppelt (2)     | Vlag van Oostenrijk            |    |
| 4 | Jane Higson Robert Hudson             | Vlag van Verenigd Koninkrijk   |    |
| 5 | Eva Neeb Karl Probst                  | Vlag van Duitsland             |    |
| 6 | Helga Kruger Peter Voss               | Vlag van Duitsland             |    |
| 7 | Charlotte Michiels Gaston van Ghelder | Vlag van België                |    |

Medaillewinnaars

Mannen · 
Vrouwen ·
Paren · 
IJsdansen

Toernooi

1891 · 
1892 · 
1893 · 
1894 · 
1895 · 
1896-1897 · 
1898 · 
1899 · 
1900 · 
1901 · 
1902-1903 · 
1904 · 
1905 · 
1906 · 
1907 · 
1908 · 
1909 · 
1910 · 
1911 · 
1912 · 
1913 · 
1914 · 
1915-1921 · 
1922 · 
1923 · 
1924 · 
1925 · 
1926 · 
1927 · 
1928 · 
1929 · 
1930 · 
1931 · 
1932 · 
1933 · 
1934 · 
1935 · 
1936 · 
1937 · 
1938 · 
1939 ·
1940-1946 · 
1947 · 
1948 · 
1949 · 
1950 · 
1951 · 
1952 · 
1953 · 
1954 · 
1955 · 
1956 · 
1957 · 
1958 · 
1959 · 
1960 · 
1961 · 
1962 · 
1963 · 
1964 · 
1965 · 
1966 · 
1967 · 
1968 · 
1969 · 
1970 · 
1971 · 
1972 · 
1973 · 
1974 · 
1975 · 
1976 · 
1977 · 
1978 · 
1979 · 
1980 · 
1981 · 
1982 · 
1983 · 
1984 · 
1985 · 
1986 · 
1987 · 
1988 · 
1989 · 
1990 · 
1991 · 
1992 · 
1993 · 
1994 · 
1995 ·
1996 · 
1997 · 
1998 · 
1999 · 
2000 · 
2001 · 
2002 · 
2003 · 
2004 · 
2005 · 
2006 ·
2007 ·
2008 ·
2009 ·
2010 ·
2011 ·
2012 ·
2013 ·
2014 ·
2015 ·
2016 ·
2017 ·
2018 ·
2019 ·
2020 ·
2021 · 
2022 · 
2023 · 
2024 · 
2025

WK kunstschaatsen ·
WK kunstschaatsen junioren ·
Viercontinentenkampioenschap ·
Olympische Spelen